# Cindy Kiro
Cindy Kiro (ur. 1958) – gubernator generalna Nowej Zelandii od 2021.

## Życiorys
Po ojcu ma korzenie angielskie, a po matce – maoryjskie. W latach 1995–2000 wykładowczyni na  Massey University w Albany, gdzie uzyskała stopień doktora. W latach 2003–2008 komisarz ds. dzieci.
24 maja 2021 premier Nowej Zelandii Jacinda Ardern poinformowała, że królowa Elżbieta II zaakceptowała kandydaturę Kiro na nowego gubernatora generalnego. Kiro jest pierwszą maoryjską kobietą na tym stanowisku. Jej zaprzysiężenie miało miejsce w nowozelandzkim parlamencie 21 października 2021.